# Không gian mở
Không gian mở là khoảng trống không sử dụng vào mục đích xây dựng các công trình bất động sản, liền kề với không gian ở trong khu ở với nhiều cấp độ khác nhau trong khu ở, nó kết hợp với một hệ thống đường nội bộ có thiết kế hợp lý tạo ra được một khu vực có tính công cộng ở mọi cấp độ đô thị, từ cấp vùng cho đến cấp khu. Không gian mở cũng là các khu vực để tạo mảng xanh cho nội đô thành phố. Không gian mở được tạo nên thông qua ngôn ngữ biểu hiện của các công trình kiến trúc và cách tổ chức cảnh quan quy hoạch đô thị. Không gian mở đồng thời cũng thể hiện các yếu tố như: con người, các mối quan hệ xã hội, trình độ văn hóa, điều kiện kinh tế, cơ sở hạ tầng, cơ sở vật chất kỹ thuật, thể chế chính trị của xã hội.